# (10753) van de Velde
(10753) van de Velde – planetoida z grupy pasa głównego asteroid okrążająca Słońce w ciągu 4 lat i 173 dni w średniej odległości 2,71 j.a. Została odkryta 28 listopada 1989 roku przez Freimuta Börngena. Przed nadaniem nazwy planetoida nosiła oznaczenie tymczasowe (10753) 1989 WU4.